# King's Lynn en West Norfolk
King's Lynn en West Norfolk is een Engels district in het shire-graafschap (non-metropolitan county OF county) Norfolk en telt 152.000 inwoners. De oppervlakte bedraagt 1439 km². Hoofdplaats is King's Lynn.
Van de bevolking is 21,3% ouder dan 65 jaar. De werkloosheid bedraagt 2,6% van de beroepsbevolking (cijfers volkstelling 2001).

## Plaatsen in district King's Lynn en West Norfolk
- King's Lynn

## Civil parishesin district King's Lynn and West Norfolk
Anmer, Bagthorpe with Barmer, Barton Bendish, Barwick, Bawsey, Bircham, Boughton, Brancaster, Burnham Market, Burnham Norton, Burnham Overy, Burnham Thorpe, Castle Acre, Castle Rising, Choseley, Clenchwarton, Congham, Crimplesham, Denver, Dersingham, Docking, Downham Market, Downham West, East Rudham, East Walton, East Winch, Emneth, Feltwell, Fincham, Flitcham with Appleton, Fordham, Fring, Gayton, Great Massingham, Grimston, Harpley, Heacham, Hilgay, Hillington, Hockwold cum Wilton, Holme next the Sea, Houghton, Hunstanton, Ingoldisthorpe, Leziate, Little Massingham, Marham, Marshland St. James, Methwold, Middleton, Nordelph, North Creake, North Runcton, North Wootton, Northwold, Old Hunstanton, Outwell, Pentney, Ringstead, Roydon, Runcton Holme, Ryston, Sandringham, Sedgeford, Shernborne, Shouldham, Shouldham Thorpe, Snettisham, South Creake, South Wootton, Southery, Stanhoe, Stoke Ferry, Stow Bardolph, Stradsett, Syderstone, Terrington St. Clement, Terrington St. John, Thornham, Tilney All Saints, Tilney St. Lawrence, Titchwell, Tottenhill, Upwell, Walpole, Walpole Cross Keys, Walpole Highway, Walsoken, Watlington, Welney, Wereham, West Acre, West Dereham, West Rudham, West Walton, West Winch, Wiggenhall St. Germans, Wiggenhall St. Mary Magdalen, Wimbotsham, Wormegay, Wretton.